# Casa de Capeto
A Casa de França ou Casa de Capeto (em francês:  Les Capétiens, Maison capétienne) governou o Reino da França de 987 a 1328. Foi a linha a mais elevada da dinastia capetiana - ela mesmo uma dinastia derivada da dinastia robertina.